# Горст Декерт
Горст Декерт (нім. Horst Deckert; 11 жовтня 1918, Ганновер — 12 квітня 1988) — німецький офіцер-підводник, капітан-лейтенант крігсмаріне.

## Біографія
3 квітня 1937 року вступив на флот. З 1 серпня 1941 по 16 травня 1942 року — командир підводного човна U-8, з 1 жовтня 1942 року — U-73, на якому здійснив 7 походів (разом 149 днів у морі). 16 грудня 1943 року U-73 був потоплений в Середземному море поблизу Орана глибинними бомбами і артилерійським вогнем американських есмінців «Вулсі» та «Тріппе». 16 членів екіпажу загинули, 34 (включаючи Декерта) були врятовані і взяті в полон.
Всього за час бойових дій потопив 3 кораблі загальною водотоннажністю 9029 тонн і пошкодив 3 кораблі загальною водотоннажністю 22 928 тонн.
| Дата              | Назва корабля                | Тип                                | Тоннаж | Вантаж | Екіпаж | Загинули | Країна             | Конвой |
| ----------------- | ---------------------------- | ---------------------------------- | ------ | --- | ------ | -------- | ------------------ | ------ |
| 14 листопада 1942 | Lalande (пошкоджений)        | Торговий пароплав                  | 7,453  | Баласт | 64     | 7        | Британська імперія | Torch  |
| 1 січня 1943      | Arthur Middleton             | Торговий пароплав                  | 7,176  | 6412 тонн генеральних вантажів, включаючи боєприпаси, вибухівку і танкодесантний корабель як палубний вантаж | 81     | 78       | США                | UGS-3  |
| 1 січня 1943      | USS LCT-21 (вантаж)          | Танкодесантний корабель (LCT Mk.5) | 255    | | 11     | 11       | США                | UGS-3  |
| 21 червня 1943    | Brinkburn                    | Торговий пароплав                  | 1,598  | 2500 тонн державних запасів, у тому числі 800 тонн боєприпасів                                               | 31     | 29       | Британська імперія | TE-22  |
| 27 червня 1943    | Abbeydale (пошкоджений)      | Танкер-заправник                   | 8,299  | Баласт | 70     | 0        | Британська імперія | XTG-2  |
| 16 грудня 1943    | John S. Copley (пошкоджений) | Торговий пароплав                  | 7,176  | Піщаний баласт і 5 десантних кораблів (LCM) як палубний вантаж                                               | 73     | 0        | США                | GUS-24 |

## Звання
- Кандидат в офіцери (3 квітня 1937)
- Морський кадет (21 вересня 1937)
- Фенріх-цур-зее (1 травня 1938)
- Оберфенріх-цур-зее (1 липня 1939)
- Лейтенант-цур-зее (1 серпня 1939)
- Оберлейтенант-цур-зее (1 вересня 1941)
- Капітан-лейтенант (1 січня 1944)

## Нагороди
- Нагрудний знак підводника (24 квітня 1941)
- Залізний хрест
  - 2-го класу (24 квітня 1941)
  - 1-го класу (1942)
- Німецький хрест в золоті (19 листопада 1943)